# Liste der Bundeswehrstandorte in Rheinland-Pfalz
Die Liste der Bundeswehrstandorte in Rheinland-Pfalz zeigt alle derzeit aktuellen Standorte, in denen Einheiten oder Posten der Bundeswehr im Bundesland Rheinland-Pfalz stationiert sind. Verlegungen der Einheiten zu anderen Standorten, Umbenennung und Auflösungen sowie Schließungen von Liegenschaften bzw. Standorten, sind in Klammern beschrieben. Die Abkürzungen, welche in Klammern hinter der jeweiligen Dienststelle bzw. Teilen von einer solchen aufgeführt sind, kennzeichnen die Zugehörigkeit zur jeweiligen Teilstreitkraft bzw. zum jeweiligen Organisationsbereich und stehen für:
1. Teilstreitkräfte und Zentrale Organisationsbereiche:
Heer (H),
Luftwaffe (L),
Marine (M),
Streitkräftebasis (SKB),
Cyber- und Informationsraum (CIR),
Zentraler Sanitätsdienst (ZSan).
2. Organisationsbereich Ausrüstung, Informationstechnik und Nutzung (AIN).
3. Organisationsbereich Personal (P).
4. Organisationsbereich Infrastruktur, Umweltschutz und Dienstleistungen (IUD).
Die Abkürzung ZMZ steht für die Zivil-Militärische Zusammenarbeit. Verbindungs-Dienststellen der ZMZ sind teilaktiv. Sie werden durch einen Stabsoffizier geführt, welcher als Vertreter der Bundeswehr im Kreis bzw. im Regierungsbezirk fungiert. Er ist mit dem Truppenausweis als Dienstausweis ausgerüstet.
Die Liste enthält außerdem Standorte, die von der Bundeswehr wegen ihrer geringen Dienstpostenanzahl offiziell nicht mehr als „Bundeswehrstandort“ bezeichnet werden. Jedoch sind dort weiterhin Bundeswehrangehörige stationiert. Die Standorte verbleiben lediglich zu Informationszwecken in der Liste. Sie sind in der Auflistung mit dem Zusatz „weniger als 15 Dienstposten“ versehen.

## Standorte
- Andernach
  - Krahnenberg-Kaserne
    - Institut für Wehrmedizinalstatistik und Berichtswesen (ZSan) (bis 2017)
    - Institut für Präventivmedizin der Bundeswehr (ZSan) (ab 2017)
    - weitere Dienststellen

- Bad Bergzabern
  - Mackensen-Kaserne
    - Elektronikzentrum der Bundeswehr (SKB)
    - Deutsche Delegation Brunssum – Deutscher Anteil NATO Detachment Satellite Ground Station (SKB)
    - weitere Dienststellen

- Bad Kreuznach (weniger als 15 Dienstposten)
  - weitere Dienststellen

- Bad Neuenahr-Ahrweiler
  - Liegenschaft Hauptstraße 129 (Prüfung Nutzungskonzept bis vrsl. Ende 2019)
    - Militärischer Anteil der Bundesakademie für Bevölkerungsschutz und Zivile Verteidigung (BABZ)
    - weitere Dienststellen

- Baumholder
  - Lager Aulenbach
    - Truppenübungsplatz Baumholder (SKB)
    - Bundeswehrfeuerwehr Truppenübungsplatz (IUD)
    - weitere Dienststellen

  - Lager Wilhelmswald
    - Kraftfahrausbildungszentrum Simulator Baumholder (SKB)

- Büchel
  - Fliegerhorst Büchel
    - Fliegende Gruppe Taktisches Luftwaffengeschwader 33 (L)
    - Technische Gruppe Taktisches Luftwaffengeschwader 33 (L)
    - Bundeswehrfeuerwehr Flugplatz (IUD)
    - weitere Dienststellen

- Cochem
  - Brauheck-Kaserne
    - Taktisches Luftwaffengeschwader 33 (L)
      - Fliegerhorstgruppe Taktisches Luftwaffengeschwader 33 (L)

    - Sanitätsunterstützungszentrum Cochem (ZSan)
    - weitere Dienststellen

- Daun
  - Heinrich-Hertz-Kaserne
    - Kommando Aufklärung und Wirkung (CIR)
    - Bataillon Elektronische Kampfführung 931 (CIR)
    - Sanitätsversorgungszentrum Daun (ZSan)
    - weitere Dienststellen

- Diez
  - Schloss Oranienstein
    - Kommando Regionale Sanitätsdienstliche Unterstützung (ZSan)
    - weitere Dienststellen

- Gelsdorf (Grafschaft)
  - Philipp-Freiherr-von-Boeselager-Kaserne
    - Zentrale Abbildende Aufklärung (CIR)
    - Informationszentrum Counter Improvised Explosive Devices (SKB)
    - Bundeswehrfeuerwehr Kommando Strategische Aufklärung (IUD)
    - weitere Dienststellen

- Germersheim
  - Südpfalz-Kaserne, ehemals General-Hans-Graf-Sponeck-Kaserne
    - Luftwaffenausbildungsbataillon (L)
    - Sanitätsversorgungszentrum Germersheim (ZSan)
    - weitere Dienststellen

- Gerolstein
  - Eifel-Kaserne
    - Informationstechnikbataillon 281 (CIR)
    - weitere Dienststellen

- Gillenfeld (weniger als 15 Dienstposten)
  - Teile Verpflegungsamt der Bundeswehr (IUD)

- Hilscheid
  - Abgesetzter Technischer Zug 246 (L)

- Höchstberg
  - Teile Bundeswehr-Dienstleistungszentrum Mayen – Materialumschlagzentrum (IUD)

- Idar-Oberstein
  - Artillerieschule, ehemals Rilchenberg-Kaserne
    - Artillerieschule (H)
    - Sanitätsstaffel Einsatz Idar-Oberstein (ZSan)
    - Sanitätsversorgungszentrum Idar-Oberstein (ZSan)
    - weitere Dienststellen

  - Klotzberg-Kaserne
    - Artillerielehrbataillon 345 (H)

  - Bundeswehr-Dienstleistungszentrum Idar-Oberstein (IUD)

- Kaiserslautern (weniger als 15 Dienstposten)
  - weitere Dienststellen

- Kastellaun
  - Hunsrück-Kaserne
    - Informationstechnikbataillon 282 (CIR)
    - Sanitätsversorgungszentrum Kastellaun (ZSan)
    - weitere Dienststellen

- Koblenz
  - Falckenstein-Kaserne
    - Teile Sanitätsregiment 2 (ZMZ) (ZSan)
    - Sanitätsversorgungszentrum Koblenz (ZSan)
    - weitere Dienststellen

  - Gneisenau-Kaserne
    - MAD-Stelle 4
    - Heeresmusikkorps Koblenz (SKB)
    - Teile Bundesamt für Ausrüstung, Informationstechnik und Nutzung der Bundeswehr (AIN)
    - weitere Dienststellen

  - Rhein-Kaserne
    - Kommando Sanitätsdienst der Bundeswehr (ZSan)
    - Zentrales Institut des Sanitätsdienstes der Bundeswehr Koblenz (ZSan)
    - Institut für Präventivmedizin der Bundeswehr, Außenstelle Koblenz (ZSan) (ab 2017)

  - Liegenschaft Von-Witzleben-Straße 17
    - Zentrum Innere Führung (SKB)

  - Augusta-Kaserne
    - Bundeswehr-Dienstleistungszentrum Koblenz (IUD)
    - Teile Karrierecenter der Bundeswehr (P)

  - Boelcke-Kaserne
    - Bundeswehrfachschule Koblenz Unterkunftsbereich (P)

  - Liegenschaft Ferdinand-Sauerbruch-Straße 1
    - Bundesamt für Ausrüstung, Informationstechnik und Nutzung der Bundeswehr (AIN)

  - Liegenschaft Kurfürstenstraße 61 – 63
    - Bundeswehrfachschule Koblenz (P)

  - Liegenschaft Rübenacher Straße 170
    - Bundeswehrzentralkrankenhaus Koblenz (ZSan)
    - Bundeswehrapotheke (ZSan)

  - Langemarck-Kaserne
    - Wehrtechnische Studiensammlung Koblenz (AIN)

  - Liegenschaft Universitätsstraße 5
    - Teile Wehrtechnische Dienststelle für landgebundene Fahrzeugsysteme, Pionier- und Truppentechnik (WTD 41) (AIN)

  - Liegenschaft Konrad-Adenauer-Ufer 4 (AIN) (Liegenschaft wird vrsl. 2026 aufgegeben)
  - weitere Dienststellen

- Lahnstein
  - Rittersturz-Kaserne
    - Teile Bundesamt für Ausrüstung, Informationstechnik und Nutzung der Bundeswehr (BAAINBw)
    - Kraftfahrausbildungszentrum Lahnstein (SKB)
    - Familienbetreuungszentrum Lahnstein (TerrFüKdoBw)
    - weitere Dienststellen

- Mainz
  - Kurmainz-Kaserne
    - Teile MAD-Stelle 4
    - Zentrales Institut des Sanitätsdienstes der Bundeswehr Koblenz, Laborabteilung III – Veterinärmedizin (ZSan) (Auflösung 2017)
    - Sportfördergruppe der Bundeswehr Mainz (TerrFüKdoBw)
    - Landesgeschäftsstelle RPL Verband der Reservisten der Deutschen Bundeswehr e. V.
    - weitere Dienststellen

  - Generalfeldzeugmeister-Kaserne Mainz (Liegenschaft wird vrsl. 2022 aufgegeben)
    - Landeskommando Rheinland-Pfalz (SKB)
    - 8./Feldjägerregiment 2 (SKB)
    - Sanitätsversorgungszentrum Mainz (ZSan)

- Mayen
  - Oberst-Hauschild-Kaserne (bis 18. November 2015 General-Delius-Kaserne)
    - Zentrum Operative Kommunikation der Bundeswehr (CIR)
    - Sanitätsversorgungszentrum Mayen (ZSan)

  - Liegenschaft Holler Pfad 6
    - Bundeswehr-Dienstleistungszentrum Mayen (IUD)

- Oberarnbach
  - Abgesetzter Bereich Zentrum Elektronischer Kampf Fliegende Waffensysteme (L)

- Pirmasens (weniger als 15 Dienstposten)
  - weitere Dienststellen

- Ramstein-Miesenbach
  - Ramstein Air Base
    - Dienstältester Deutscher Offizier Deutscher Anteil Combines Air Defense Task Force (L)
    - Dienstältester Deutscher Offizier Deutscher Anteil Component Command Air Headquarters (L)
    - Deutscher Anteil NATO Communication and Services Agency, Squadron (SKB)
    - weitere Dienststellen

- Rennerod
  - Alsberg-Kaserne
    - Sanitätsregiment 2 (ZMZ) (ZSan)
    - Sanitätsversorgungszentrum Rennerod (ZSan)

- Trier
  - Wehrtechnische Dienststelle für landgebundene Fahrzeugsysteme, Pionier- und Truppentechnik (WTD 41) (AIN)
  - weitere Dienststellen

- Ulmen-Vorpochten
  - Gräfin-von-Maltzan-Kaserne
    - Schule für Diensthundewesen der Bundeswehr (SKB)
    - weitere Dienststellen

- Zweibrücken
  - Niederauerbach-Kaserne
    - Fallschirmjägerregiment 26 (H)
    - Sanitätsversorgungszentrum Zweibrücken (ZSan)
    - Bundeswehr-Dienstleistungszentrum Zweibrücken (IUD)
    - weitere Dienststellen